# Lowell George
Pour les articles homonymes, voir George.
 (novembre 2021).
La mise en forme du texte ne suit pas les recommandations de Wikipédia : il faut le « wikifier ».
Les points d'amélioration suivants sont les cas les plus fréquents. Le détail des points à revoir est peut-être précisé sur la page de discussion.
- Les titres sont pré-formatés par le logiciel. Ils ne sont ni en capitales, ni en gras.
- Le texte ne doit pas être écrit en capitales (les noms de famille non plus), ni en gras, ni en italique, ni en « petit »…
- Le gras n'est utilisé que pour surligner le titre de l'article dans l'introduction, une seule fois.
- L'italique est rarement utilisé : mots en langue étrangère, titres d'œuvres, noms de bateaux, etc.
- Les citations ne sont pas en italique mais en corps de texte normal. Elles sont entourées par des guillemets français : « et ».
- Les listes à puces sont à éviter, des paragraphes rédigés étant largement préférés. Les tableaux sont à réserver à la présentation de données structurées (résultats, etc.).
- Les appels de note de bas de page (petits chiffres en exposant, introduits par l'outil «  Source ») sont à placer entre la fin de phrase et le point final[comme ça].
- Les liens internes (vers d'autres articles de Wikipédia) sont à choisir avec parcimonie. Créez des liens vers des articles approfondissant le sujet. Les termes génériques sans rapport avec le sujet sont à éviter, ainsi que les répétitions de liens vers un même terme.
- Les liens externes sont à placer uniquement dans une section « Liens externes », à la fin de l'article. Ces liens sont à choisir avec parcimonie suivant les règles définies. Si un lien sert de source à l'article, son insertion dans le texte est à faire par les notes de bas de page.
- La présentation des références doit suivre les conventions bibliographiques. Il est recommandé d'utiliser les modèles {{Ouvrage}}, {{Chapitre}}, {{Article}}, {{Lien web}} et/ou {{Bibliographie}}. Le mode d'édition visuel peut mettre en forme automatiquement les références.
- Insérer une infobox (cadre d'informations à droite) n'est pas obligatoire pour parachever la mise en page.

Pour une aide détaillée, merci de consulter Aide:Wikification.
Si vous pensez que ces points ont été résolus, vous pouvez retirer ce bandeau et améliorer la mise en forme d'un autre article.
Lowell Thomas George, né le 13 avril 1945 et mort le 29 juin 1979, est un chanteur, auteur-compositeur, guitariste multi-instrumentiste et producteur de disques américain. Il a été le principal guitariste, chanteur et auteur-compositeur du groupe de rock Little Feat.

## Jeunesse
Lowell George est né à Hollywood, en Californie. Il est le fils de Willard H. George, un fourreur qui élevait des chinchillas et fournissait des fourrures aux studios de cinéma.
Le premier instrument de George est l'harmonica. À l'âge de six ans, il apparaît dans l'émission Original Amateur Hour de Ted Mack en duo avec son frère aîné, Hampton. En tant qu'étudiant au lycée de Hollywood — où il s'est lié d'amitié avec Paul Barrere et sa future épouse Elizabeth —, il commence à jouer de la flûte dans la fanfare et l'orchestre de l'école. Il avait déjà commencé à jouer de la guitare acoustique de son frère Hampton à l'âge de 11 ans, puis est passé à la guitare électrique au cours de ses années de lycée, et a appris plus tard à jouer du saxophone, du shakuhachi et du sitar. Au cours de cette période, George considère avec mépris le rock and roll de l'époque axé sur les idoles des adolescents, lui préférant le jazz West Coast et le jazz soul de Les McCann et Mose Allison. Après avoir obtenu son diplôme en 1963, il travaille brièvement dans une station-service — une expérience qui a inspiré des chansons telles que Willin' — pour subvenir à ses besoins tout en étudiant l'art et l'histoire de l'art au Los Angeles Valley College pendant deux ans.

## Carrière musicale

### Les premiers groupes
Initialement financé par la vente des actions de son grand-père, le premier groupe de George, The Factory, se forme en 1965, avec le futur batteur de Little Feat Richie Hayward (qui a remplacé Dallas Taylor en septembre 1966), Martin Kibbee (alias Fred Martin) qui coécrira plus tard plusieurs chansons de Little Feat avec George (dont Dixie Chicken et Rock and Roll Doctor) et Warren Klein à la guitare. Un single sort sur le label Uni Records, Smile, Let Your Life Begin (co-écrit par George). Frank Zappa produit deux morceaux pour le groupe, qui ne seront publiés qu'en 1993 sur l'album Lightning-Rod Man, crédité à Lowell George et The Factory. Après la dissolution de The Factory, George rejoint brièvement The Standells.

### Zappa et The  Mothers of Invention
En novembre 1968, George rejoint les Mothers of Invention de Frank Zappa en tant que guitariste rythmique et chanteur principal ; on peut l'entendre sur Weasels Ripped My Flesh, Burnt Weeny Sandwich, You Can't Do That on Stage Anymore.
Au cours de cette période, il découvre et s'inspire du style de leadership autocratique de Zappa et des méthodes de composition conceptuelles/procédurales influencées par l'avant-garde. Il obtient son premier crédit de production (en collaboration avec Zappa et Russ Titelman) sur Permanent Damage, un album enregistré par le « groupie group » The GTOs. George a affirmé plus tard qu'« il n'avait aucune fonction réelle dans le groupe » et a quitté le groupe en mai 1969 dans des circonstances nébuleuses. Pamela Des Barres, membre des GTO, a affirmé que George avait été licencié par Zappa pour avoir fumé de la marijuana, tandis que George a affirmé lors d'un concert de Little Feat en 1975 qu'il avait été licencié parce qu'il "avait écrit une chanson, Willin' sur la drogue ". Le  biographe Mark Brend affirme que Zappa aimait la chanson mais pensait qu'il n'y avait pas de place pour elle dans le set des Mothers ; George lui-même a alternativement affirmé qu'« il avait été décidé que je devais partir et former un groupe » d'un commun accord. George a également affirmé avoir joué de la guitare non créditée sur Hot Rats.

### Little  Feat
Après avoir quitté les Mothers of Invention, George invite d'autres musiciens, l'ancien bassiste de Zappa Roy Estrada, le claviériste Bill Payne et le batteur Richie Hayward à former un nouveau groupe, Little Feat. George joue généralement (mais pas toujours) la guitare solo et se concentre sur la guitare slide. Cependant, Ry Cooder joue les  parties de guitare slide sur Willin' sur le premier album de Little Feat car George s'est gravement blessé à la main en travaillant sur un modèle réduit d'avion,.
Little Feat signe chez Warner Bros. Records grâce aux efforts de Zappa et leur premier album est Little Feat, produit par Russ Titelman, mais ce n'est pas un succès commercial et il ne se vend qu'à 11 000 exemplaires lors de sa sortie initiale.
L'album suivant, Sailin' Shoes, produit par Ted Templeman, est le premier disque du groupe à présenter une pochette de Neon Park. Malgré de bonnes critiques, l'album ne fonctionne pas mieux commercialement. Little Feat sort plusieurs autres albums studio dans les années 1970, notamment Dixie Chicken, Feats Don't Fail Me Now, The Last Record Album et Time Loves a Hero. L'album live du groupe en 1978, Waiting for Columbus, est leur album le plus vendu.
Les tensions au sein du groupe, en particulier entre George, Payne et, dans une moindre mesure, Barrere concernant la direction musicale et le leadership, conduisent en 1979 au départ de Payne et Barrere, et plus tard à la dissolution du groupe. Onze jours avant sa mort, dans une interview avec Bill Flanagan, George déclare qu'il souhaite reformer Little Feat sans Payne et Barrere afin de réaffirmer son contrôle total sur le groupe.

### Production de disques
George est également producteur et a produit l'album Shakedown Street des Grateful Dead en 1978, ainsi que les disques de Little Feat et son propre album solo de 1979 Thanks, I'll Eat It Here. Il a également coproduit quelques morceaux de Just A Stone's Throw Away de Valerie Carter, sorti en 1977. En 1977, il coproduit le premier album solo de John Starling, Long Time Gone.

### Musicien  de session
Lorsqu'il ne joue pas avec Little Feat, George prête ses talents de musicien de session à divers artistes, le plus souvent à la guitare slide. Il contribue au premier album éponyme de Barbara Keith en 1972, Paris 1919 (1973) de John Cale, Happy End de Happy End (1973), Takin' My Time de Bonnie Raitt (1973, sur I Feel the Same et Guilty), Schmilsson de Harry Nilsson (1973, Take 54), Gorilla de James Taylor (1975, Angry Blues), Rejuvenation de The Meters (1974, Just Kissed My Baby), Tarzana Kid de John Sebastian (1974) et The Pretender de Jackson Browne (1976).
Avec The Meters, le travail de guitare slide de George figure en bonne place sur le premier album studio solo de Robert Palmer, Sneakin' Sally Through the Alley, enregistré à la Nouvelle-Orléans en 1974. Un an plus tard, le deuxième album de Palmer (Pressure Drop) est produit par George, et Little Feat sert de groupe principal sur les sessions. Cependant, Palmer est crédité producteur en raison d'un différend entre Island Records et Warner. Plus tard, les CD mentionnent Steve Smith comme producteur.

## Problèmes de santé
George mène un mode de vie excessif de frénésie alimentaire, d'alcoolisme et de speedballs (héroïne et cocaïne mélangées). Il souffre d'obésité morbide au cours des dernières années de sa vie, pesant 140 kg.

## Décès
Le 15 juin 1979, George entame une tournée pour la  sortie de son album solo, Thanks I'll Eat it Here.
Le 29 juin au matin, après une apparition à l'auditorium Lisner de Washington DC (où la majeure partie de Waiting for Columbus avait été enregistrée en 1977) George s’effondre à la suite d’une crise cardiaque et meurt dans sa chambre d'hôtel d'Arlington en Virginie, au Twin Bridges Marriott. Sa crise cardiaque aurait été déclenchée par une surdose accidentelle de cocaïne,. Le corps de George est incinéré à Washington DC, le 2 août. Ses cendres sont ensuite acheminées par avion à Los Angeles où elles sont dispersées depuis son bateau de pêche dans l'océan Pacifique,,.
Fred Tackett déclara par la suite: « Nous roulions sur l'autoroute à péage du New Jersey dans ce bus et nous nous sommes arrêtés à cette pizzeria à la sortie de l'autoroute. Tout le monde dans le groupe a partagé une pizza au fromage mais Lowell a acheté une grande pizza avec tout ce qu'il y avait dessus, l'a portée à l'arrière du bus et l’a mangé entièrement, tout seul. Il est mort deux ou trois jours plus tard. Alors, quand les gens me demandent : « Qu'est-ce qui a vraiment tué Lowell ?» Je dis: « C'était une pizza sur la New Jersey Turnpike ».»

## Hommages posthumes et reprises
- Un concert-bénéfice pour la famille de George a eu lieu le 4 août 1979, peu après sa mort, au Forum de Los Angeles, avec Little Feat, Jackson Browne, Linda Ronstadt, Emmylou Harris, Bonnie Raitt, Nicolette Larson et d'autres.
- La chanson Ride Like the Wind sur le premier album éponyme de Christopher Cross de 1979 est dédiée à George.
- Jackson Browne a commémoré George dans sa chanson Of Missing Persons, sur son album Hold Out de 1980. La chanson a été dédiée à la fille de George, Inara George, qui fait partie du duo musical The Bird and the Bee. Browne a décrit George comme "l'Orson Welles du rock".
- En 1983, le poète britannique Sean O'Brien a inclus un poème For Lowell George dans son recueil, The Indoor Park.
- En 1988, le groupe de rock américain Van Halen a repris A A Political Blues comme titre de clôture de leur album OU812.
- En 1997, le CD Rock-n-Roll Doctor – A Tribute To Lowell George est sorti avec divers artistes interprétant des versions des chansons de George, dont Jackson Browne, J. D. Souther, Bonnie Raitt, Eddie Money, Randy Newman, Keisuke Kuwata et Inara George.
- Chris et Rich Robinson ont repris Roll Um Easy sur leur album Brothers of a Feather: Live at the Roxy (2007), et Willin en face B de leur double album acoustique Croweology.
- Kevin Breit a inclus sa chanson Lowell sur l'album 2007 des Sisters Euclid Faith Cola en hommage à George.
- Le groupe de jam américain Phish a joué toutes les chansons du double album Waiting for Columbus de Little Feat lors de leur "costume musical" annuel et traditionnel d'Halloween le 31 octobre 2010 à Atlantic City, New Jersey.
- Arlen Roth a enregistré Dixie Chicken en hommage à George sur son album Slide Guitar Summit avec Lee Roy Parnell en 2013.

## Vie privée
Il fait la rencontre de Jonna, de son vrai nom Susan Taylor à l’époque de The Factory dans le milieu des années 1960. Ensemble, ils ont un enfant : Forrest George, Lowell devient alors père pour la première fois.
En avril 1970, George et sa femme Pattie Price ont un fils : Luke.
À la suite de leur divorce, George fait la rencontre d’Elizabeth Levy avec laquelle il a une fille : Inara George en juillet 1974 avant de se marier en 1976.